# (6645) Arcetri
(6645) Arcetri est un astéroïde de la ceinture principale.

## Description
(6645) Arcetri est un astéroïde de la ceinture principale. Il fut découvert le 11 janvier 1991 à l'observatoire Palomar par Eleanor Francis Helin. Il présente une orbite caractérisée par un demi-grand axe de 3,13 UA, une excentricité de 0,20 et une inclinaison de 0,8° par rapport à l'écliptique.

## Compléments